# Mögöl (Hjorteds socken, Småland)
Mögöl är en sjö i Västerviks kommun i Småland och ingår i Marströmmens huvudavrinningsområde.